# PAドラム海物語 IN 沖縄
『PAドラム海物語 IN 沖縄』（ピーエードラムうみものがたりインおきなわ、英: Drum Sea Story In Okinawa）は、2019年2月4日にサンスリーから発売されたデジパチタイプのパチンコ。

## 機種一覧
| 名称                      | 発売         |
| ------------------------- | ------------ |
| PAドラム海物語 IN 沖縄    | 2019年2月4日 |
| PAドラム海物語 IN 沖縄 GO | 2019年2月4日 |

## 概要
『CRドラム海物語』及び『CRドラム海物語 BLACK』の後継機。『CRスーパー海物語 IN 沖縄』の要素を取り入れており、マンボウ予告やハイビスカスフラッシュなど共通の演出が多数存在する。シリーズ初の設定付きタイプとなっており、6段階の設定が搭載されている。設定は演出によって示唆される。
ダイナムとサンスリーが共同開発をした『PAドラム海物語 IN 沖縄 GO』も発売された。こちらは『CRAドラム海物語77DS』の後継機として開発された。

## 図柄
2図柄、6図柄、8図柄はLUCKYとなる。1図柄、3図柄、5図柄はSUPER LUCKYとなる。7図柄はGREAT LUCKYとなる。その他図柄に関しては各項目を参照。
- 1. タコ
- 2. ハリセンボン
- 3. カメ
- 5. エビ
- 6. アンコウ
- 7. シュゴン
- 8. エンゼルフィッシュ
- チビザメ

中央リールにのみ存在する。中央部に停止するとハイビスカスチャンスに発展する。
- チャレンジ

全リールに存在する。中央部で揃うとシーサーチャレンジに発展する。

### 大当たり表示とラウンド数
| 型式 | GREAT LUCKY | SUPER LUCKY | LUCKY |
| ---- | ----------- | ----------- | ----- |
| SBG  | 10R         | 6R          | 4R    |
| GO4  | 10R         | 5R          | 4R    |

## 予告演出
予告なし
リーチ成立直後に演出が起こらないこと。ノーマルリーチ発展濃厚となる。
泡予告
リールの下部分に泡が発生する演出。泡の色によって期待度が変化する。
イルミ魚群予告
リール部分の湾曲導光板に紫色のイルミ魚群が出現する演出。期待度が高い。
マンボウ通過予告
ノーマルリーチ中にマンボウが出現し、ボタンプッシュが促される演出。マンボウの出現方法や色によって期待度が変化する。
タイマー予告
変動中や図柄停止時などに保留ランプの左側にあるセグのタイマーが発動し、カウントダウンが始まる演出。
遅れ予告
変動開始時にBGMの始まりが遅れる違和感演出。
滑り予告
右レールが効果音とともに半コマ進みあるいは半コマ戻ってリーチがかかる演出。
7図柄あおり予告
7図柄でのリーチ成立を煽る演出。リーチが成立すれば期待度が高くなる。ST中にリーチが成立すれば大当たり濃厚となる。
ラブ☆ダッシュあおり予告
「ラブ☆ダッシュ」または「ラブ☆ダッシュremix」に合わせてリーチ成立を煽る演出。リーチが成立すると、ラブ☆ダッシュリーチまたはラブ☆ダッシュremixリーチに発展する。

## 保留先読み予告
チャンス目予告
チャンス目（同一図柄が非テンパイ形で液晶画面内に3つ停止）が停止する演出。連続するほど期待度が高くなる。発生した際にはリールからエフェクトが発光し、光の色によって期待度が変化する。
保留変化予告
保留ランプの色が変化する予告。色によって期待度が変化する。入賞時にマリンのボイスが発生すると大当たり濃厚となる。
入賞時前兆フラッシュ予告
ヘソ入賞時にシーサーランプが光る演出。光の点滅速度が通常より速いと期待度が高くなる。
消灯予告
ハズレ目停止時にリールが消灯する演出。サイクロンボタンリーチに発展する。
レッツマンボウ連続予告
変動中やノーマルリーチ中にピンクマンボウが出現する演出。その後はチャンス目予告が発生すると再びピンクマンボウが出現し、連続するほど期待度が高くなる。
波打ちステップアップ予告
変動中にリールが上下に揺れ動く演出。ステップ1はリールが2回揺れ動く。ステップ2はリールが3回以上揺れ動く。ステップ2が発生するとウェーブゾーンに突入する。ステップ3はリールが通常より激しく揺れ動く。
ウェーブゾーン
波打ちステップアップ予告のステップ2から発展する。変動中にリールがウェーブを起こし、全体が青色になる演出。湾曲導光板が白く点滅すれば期待度が高くなる。
カウントダウンゾーン
中央リールの中央部にカウントダウン形式で3図柄、2図柄、1図柄の順番に停止する演出。1図柄まで停止すると期待度が高くなる。
上昇ステップアップ予告
変動開始時にリールが上昇しロックされる演出。リールの上昇には4段階存在し、上昇するほど期待度が高くなる。
キャラステップアップ予告
マリンとウリンのボイスが発生し、チャレンジ図柄が揃うのを煽る演出。チャレンジ図柄が揃うとシーサーチャレンジに発展する。
シーサーチャレンジ
チャレンジ図柄が揃う演出。連続変動予告に発展する。
連続変動予告
シーサーチャレンジから発展する。中段に3・2・1図柄が連続で停止する演出。停止する際にはリールのランプが発光する。連続するほど期待度が高くなる。ランプの色によって期待度が変化する。
スペシャル魚群タイム
保留が8個溜まると突入する場合がある特殊ゾーン。リーチが成立するとボタンプッシュが促され、スペシャル魚群が発生すると大当たり濃厚となる。
スペシャル魚群タイム突入するとリール右下のスペシャル魚群タイムランプが紫色に光るが、赤色に光ると期待度が高くなる。虹色に光ると大当たり濃厚となる。また、終了時にも光るが、光の色が設定を示唆しており、光の色によって設定の段階が変化する。
スペシャルタイム中にパネルハイビスカスが点滅する場合があり、点滅すると大当たり濃厚となる。光の色は点滅パターンが設定を示唆しており、演出によって設定の段階が変化する。
ハイパースペシャル魚群タイム
スペシャル魚群タイムの上位演出。BGMとして「じんじん」が流れる。突入した時点で期待度が高い。スペシャル魚群タイムと同じく、スペシャル魚群が発生すると大当たり濃厚となる。
魚群レーダー予告
スペシャル魚群タイム中専用演出。リールに魚群レーダーが発生する演出。魚群レーダーの色によって期待度が変化する。

## リーチ演出
ノーマルリーチ
特に何も起こらないリーチ演出。期待度は低い。シングルリーチ及びダブルリーチのどちらからも発展する。
引っ張りリーチ
シングルリーチから発展する。バックライトが水色に点灯し、中央リールが1コマずつ動く演出。
スローリーチ
シングルリーチから発展する。バックライトが黄色に点灯し、中央リールが低速回転する演出。
スーパー島唄リーチ
シングルリーチから発展する。中央リールが停止し、左リールと右リールが「島唄」のリズムに合わせて回転する演出。
大波リーチ
ダブルリーチから発展する。バックライトが紫色に点灯し、中央リールが低速回転する演出。
スーパーじんじんリーチ
ダブルリーチから発展する。中央リールが「じんじん」に合わせて回転する演出。大波リーチから発展する場合もある。
サイクロンボタンリーチ
ハズレ目停止後にリールが消灯することで発展する。サイクロンボタンを回すのを促され、回して図柄が揃うと大当たりとなる。
シーサーリーチ
連続変動予告から発展する。中央リーチが正回転、左リールと右リールが逆回転が発生しボタンプッシュが促される演出。
ラブ☆ダッシュリーチ
ラブ☆ダッシュあおり予告から発展する。バックライトが黄色に点灯し、中央リールが「ラブ☆ダッシュ」に合わせて1コマずつ動く演出。
ラブ☆ダッシュremixリーチ
ラブ☆ダッシュあおり予告から発展する。バックライトが水色に点灯し、中央リールが「ラブ☆ダッシュremix」に合わせて回転する演出。
ハイビスカスチャンス
中央リールの中央部にチビザメ図柄が停止することで発展する。ボタンプッシュが促される演出。ボタンを押してハイビスカスが光れば大当たり濃厚となる。

## プレミアム演出
白泡
白い泡が発生する演出。出現すると設定2以上が濃厚となる。
イルミ魚群系プレミアム
イルミ魚群予告に関するプレミアム演出。数種類存在する。
金魚群
金色のイルミ魚群が出現する演出。
連続魚群
ノーマルリーチ中にイルミ魚群が3回連続で出現する演出。
白魚群
白色のイルミ魚群が出現する演出。出現すると設定4以上が濃厚となる。
スペシャル魚群
スペシャル魚群タイム中専用演出。
虹色のイルミ魚群が出現する演出。
サムプレミアム
リーチ中にサムが出現する演出。
ボイスプレミアム
変動開始時などにマリン、ワリン、ウリンのいずれかのボイスが流れる演出。
枠外プレミアム
図柄が枠外で揃った場合、効果音の後に図柄が枠内に移動し大当たりとなる演出。必ず発生する訳ではない。
全回転リーチ
図柄が揃った状態で変動する演出。ノーマルリーチから再始動が発生すると発展する
逆変動
変動時にリールが逆回転する演出。

## 大当たりラウンド演出

### 大当たりラウンド中
ハイビスカスフラッシュチャンス
7図柄以外での大当たりの際に、ラウンド中にハイビスカスフラッシュが発生する昇格演出。発生すると10ラウンド大当たりに昇格する。
オーバー入賞時フラッシュ
オーバー入賞をした際にパネルハイビスカスが発光する演出。発生すると設定示唆となる。発光のパターンによって設定の段階が異なる。

### 大当たりラウンド終了後
そよ風
光が左リールから右リールに向かって移動するように発光する演出。右リールから左リールに移動すると期待度が高くなる。
花火
リールが花火のような発光をする演出（光が中央リールの下部から上部に動き、中央部から左右リール6方向に分かれて花火のように光が移動する）。花火の色によって設定の段階が示唆される。

## その他演出
再始動
リーチが外れた際に、中央リールが再び動き出して大当たりになる演出。ダブルリーチで発生した場合は奇数図柄での大当たりとなる。

## 可動役物

### ハイビスカスフラッシュ
ドラム上部にある役物。中央のハイビスカスランプと左右のパネルハイビスカスで構成されている。変動時の一発告知としての機能を果たしており、演出が発生した時点で大当たり濃厚となる。一発告知にはショート、ロング、超ロング、サイレント（パネルハイビスカスが点滅）の4種類があり、ショートは大当たり濃厚、ロングは奇数図柄での大当たり濃厚、超ロングは10ラウンド大当たり濃厚となる。サイレントはさらに通常点滅、左点滅、右点滅、高速同時点滅、3・3・7拍子点滅の5種類がある。通常点滅は大当たり濃厚となる。左点滅、右点滅、高速同時点滅は奇数図柄での大当たり濃厚となる。3・3・7拍子点滅は10ラウンド大当たり濃厚となる。
また、設定示唆にも使われており、ハイビスカスフラッシュの色や発光パターンによって設定の段階が異なる。

### メガパト
ハイビスカスフラッシュの上部に設置されているパトランプの役物。発光しながら回転すると10ラウンド大当たり濃厚となる。

## 大当たり・確変・時短
ST機となっており、大当たりラウンド終了後は必ず電サポ（ST+時短）に突入する。電サポの回数は機種によって異なる。SBGは、10ラウンド大当たりの場合は10回のSTと90回の時短に突入し、6ラウンド及び4ラウンド大当たりの場合は10回のSTと40回の時短に突入する。GO4は、10ラウンドの場合は8回のSTと92回の時短に突入し、5ラウンドの場合は8回のSTと52回の時短に突入し、4ラウンドの場合は8回のSTと32回の時短に突入する。

## プレミアムラウンド
- 1回目：アイマリン（内田彩）が歌う「ラブ☆ダッシュremix」
- 2連荘達成：ウリンが歌う「キラキラ☆彡ハッピー」
- 3連荘達成：「じんじん」
- 4連荘達成：THE BOOMが歌う「島唄」
- 5連荘達成：マリンが歌う「海物語 〜Go!Go! SEA STORY〜 エレクトロMix」
- 6連荘達成：マリン（葉月ゆら）が歌う「ラブ☆ダッシュ」
- 7連荘達成：「海物語リミックス」
- サムプレミアムでの大当たり：サムが歌う「サムのムキムキエブリデイ」

## スペック
| 型式                         | 型式                         | SBG                                                                                                | GO4                                                                                             |
| ---------------------------- | ---------------------------- | -------------------------------------------------------------------------------------------------- | ----------------------------------------------------------------------------------------------- |
| 特賞種別                     | 特賞種別                     | デジパチ                                                                                           | デジパチ                                                                                        |
| 大当たり確率                 | 通常時                       | 1/109.9（設定1） 1/107.4（設定2） 1/103.2（設定3） 1/99.9（設定4） 1/96.3（設定5） 1/89.8（設定6） | 1/99.7（設定1） 1/98.1（設定2） 1/95.8（設定3） 1/89.7（設定4） 1/87.0（設定5） 1/83.9（設定6） |
| 大当たり確率                 | 高確率時                     | 1/20.6（設定1） 1/20.1（設定2） 1/19.3（設定3） 1/18.7（設定4） 1/18.0（設定5） 1/16.8（設定6）    | 1/12.7（設定1） 1/12.5（設定2） 1/12.2（設定3） 1/11.5（設定4） 1/11.1（設定5） 1/10.7（設定6） |
| タイプ                       | タイプ                       | 遊デジ                                                                                             | 遊パチ                                                                                          |
| 賞球数                       | 賞球数                       | 4 & 2 & 10 & 3                                                                                     | 4 & 2 & 9 & 3                                                                                   |
| ラウンド・カウント数         | ラウンド・カウント数         | 10R or 6R or 4R・10C                                                                               | 10R or 5R or 4R・9C                                                                             |
| 大当たりシステム             | 大当たりシステム             | ST                                                                                                 | ST                                                                                              |
| 確変突入率                   | 確変突入率                   | 100/100（100%、ST10回）                                                                            | 100/100（100%、ST8回）                                                                          |
| 大当たりの内訳（始動口共通） | 大当たりの内訳（始動口共通） | 10R（ST10回+時短90回）：10% 6R（ST10回+時短40回）：45% 4R（ST10回+時短40回）：45%                  | 10R（ST8回+時短92回）：10% 5R（ST8回+時短52回）：45% 4R（ST8回+時短32回）：45%                  |
| 大当たり出玉                 | 大当たり出玉                 | 10R：1000個 6R：600個 4R：400個                                                                    | 10R：810個 5R：405個 4R：324個                                                                  |
| リミット                     | リミット                     | なし                                                                                               | なし                                                                                            |
| 電サポ                       | 確変                         | 大当たり終了後ST10回                                                                               | 大当たり終了後ST8回                                                                             |
| 電サポ                       | a時短                        | ST終了後90回・40回                                                                                 | ST終了後92回・52回・32回                                                                        |
| 電サポ                       | b時短（遊タイム）            | なし                                                                                               | なし                                                                                            |
| 保留の数                     | 保留の数                     | 上始動口4個+下始動口4個                                                                            | 上始動口4個+下始動口4個                                                                         |
| 保留の優先消化               | 保留の優先消化               | なし（入賞順に消化）                                                                               | なし（入賞順に消化）                                                                            |